# Петър Пунчев (духовник)
Петър Пунчев е български протестантски духовник.
Роден е през 1882 година в семейство на православни цигани чергари. През 1910 година е покръстен в баптизма от Яков Клюнт, който проповядва в баптистката църква в Лом. Той е назначен за библейски книжар и започва да проповядва активно сред циганите на цигански език, ставайки водач на първата циганска протестантска община в България в село Голинци (днес част от Лом). През 1920 – 1921 година взима участие в конференции на Съюза на евангелските баптистки църкви, а през 1923 година е официално ръкоположен за пастор.
Петър Пунчев умира през 1925 година.